# Alburnus demiri
Espèce
Statut de conservation UICN

 VU B2ab(i,ii,iii,iv,v) : Vulnérable
Alburnus demiri (en anglais Eastern Aegean bleak) est un poisson d'eau douce de la famille des Cyprinidae.

## Répartition
Alburnus demiri est endémique de Turquie.

## Description
La taille maximale connue pour Alburnus demiri est de 94 mm.

## Étymologie
Son nom d'espèce lui a été donné en l'honneur de Muzaffer Demir, en reconnaissance de sa contribution à la connaissance des invertébrés benthiques et des poissons marins de la Turquie. 

## Publication originale
- Özuluğ & Freyhof, 2007 : Alburnus demiri, a new species of bleak from western Anatolia, Turkey (Teleostei: Cyprinidae). Ichthyological Exploration of Freshwaters , vol. 18, n. 4, p. 307-312 (introduction).